# 1968 (album)
Albums de France Gall
Les Sucettes
(1966) France Gall
(1973)
1968 est le cinquième album studio de France Gall, sorti en janvier 1968.
Publié sur la fin de la vague yéyé, il précède la traversée du désert qu'a connue France Gall, jusqu'à son album suivant qui sortira en 1973.
Les morceaux sont sortis au préalable sur EP (La petite, Bébé requin et Chanson indienne) ou 45 tours sauf Avant la bagarre qui remplace Polichinelle, sorti sur le EP de La petite.
Le disque a connu une réédition en 2008, avec des photos et graphisme psychédélique par Mayfair/Polydor.

## Titres
| A1. | Toi que je veux                    | Jean-Michel Rivat et Frank Thomas | Joe Dassin       | 3:01 |
| A2. | Chanson indienne                   | Robert Gall                       | David Whitaker   | 2:37 |
| A3. | Gare à toi... Gargantua            | Frédéric Botton                   | Frédéric Botton  | 2:13 |
| A4. | Avant la bagarre                   | Ralph Bernet                      | Guy Magenta      | 2:44 |
| A5. | Chanson pour que tu m'aimes un peu | Robert Gall                       | Patrice Gall     | 2:26 |
| A6. | Nefertiti                          | Serge Gainsbourg                  | Serge Gainsbourg | 2:24 |

| B1. | La fille d'un garçon                  | Maurice Vidalin                   | Jacques Datin    | 2:27 |
| B2. | Bébé requin                           | Jean-Michel Rivat et Frank Thomas | Joe Dassin       | 2:46 |
| B3. | Teenie weenie boppie                  | Serge Gainsbourg                  | Serge Gainsbourg | 3:00 |
| B4. | Les yeux bleus                        | Robert Gall                       | Claude-Henri Vic | 2:34 |
| B5. | Made in France                        | Maurice Vidalin                   | Jacques Datin    | 2:52 |
| B6. | La petite, en duo avec Maurice Biraud | Robert Gall et Mya Simille        | Guy Magenta      | 2:45 |

À noter :
- Avec Alain Goraguer et son orchestre : titres A4, A6, B4, B6
- Avec David Whitaker et son orchestre : titres A1, A2, A3, A5, B1, B2, B3, B5